# Fenómeno de no reflujo
En cardiología, el fenómeno de no reflujo es la falta de sangre disponible para reperfundir un área isquémica después de que la obstrucción física haya sido anulada y se relaciona con la falta de recuperación funcional de la zona dañada. Por lo general se asocia luego de la reperfusión con la terapia trombolítica, en la angioplastia transluminal coronaria (ATC) primaria y durante otras intervenciones coronarias. Puede estar asociado con daño microvascular.